# Stevan Stojanović Mokranjac
Stevan Stojanović Mokranjac (Negotin, 9. siječnja 1856. — Skoplje, 28. rujna 1914.)  je bio srpski skladatelj i glazbeni pedagog, klasik srpske glazbe, njena najistaknutija osoba na prijelazu iz 19. stoljeća u 20. stoljeće. Zaslužan je za uvođenje srpskog nacionalnog duha u umjetničku glazbu.
Rođen je 9. siječnja 1856. godine u Negotinu. Nadimak Mokranjac
 je dobio po selu Mokranje, općina Negotin, odakle potječe njegova obitelj. Završio je gimnaziju u Beogradu; upisao se na prirodno-matematički odsjek Velike škole. Kao gimnazijalac bio je član Srpskog pjevačkog društva. Uz pomoć Društva, 1879. godine otišao je na glazbeni studij u München. Studij je privremeno prekinuo 1883., ali ga je nastavio 1884. u Rimu, kod Parizzottija, a od 1885. do 1887. na Konzervatoriju u Leipzigu.
1884. postaje korovođa pjevačkog društva "Kornelije Stanković", a 1887. godine dirigent Beogradskog pjevačkog društva. Od 1887. do 1900. radio je i kao učitelj glazbe u Prvoj beogradskoj gimnaziji, a od 1901. kao predavač pojanja u Bogosloviji. Zajedno sa Stanislavom Biničkim i Cvetkom Manojlovićem osnivač je prve stalne glazbene škole (1899.) – Srpska glazbena škola u Beogradu (današnje ime „Mokranjac“), čiji je ravnatelj bio do svoje smrti. Njegovom zaslugom osnovan je prvi gudački kvartet u Srbiji.
Godine 1906. izabran je za dopisnog člana Srpske kraljevske akademije, danas Srpska akademija znanosti i umjetnosti.
Najpoznatija njegova djela su svakako Rukoveti – petnaest spletova pjesama zasnovanih na folklornim motivima iz različitih dijelova Srbije, Bosne, Makedonije, Bugarske, Primorski napjevi, duhoviti skerco Kozar, kao i glazba za pravoslavna bogoslužja: Liturgija, iz koje je najpoznatija Heruvimska pjesma, najznačajnije ostvarenje korske glazbe u Srba, Opelo u fis-molu, Tri statije, Tebe Boga hvalim, Veličanije svetom Savi...
Vrijedno je radio i kao melograf: poznati su njegovi zapisi Narodnih pjesama i igara s melodijama iz Levča, kao i dvije značajne zbirke zapisa sa srpskim crkvenim napjevima: Osmoglasnik i Strano pjenije.
Umro je 28. rujna 1914. u Skoplju.
Odbor akademika SANU-a ga je 1993. godine izabrao među sto najznamenitijih Srba.

## Vanjske poveznice
- Stoljeće i po od rođenja Stevana Stojanovića Mokranjca - U slavu svog naroda - Tekst o Mokranjcu iz magazina Ciode - http://www.ciode.ca/  Arhivirana inačica izvorne stranice od 26. srpnja 2011. (Wayback Machine)
- Informacija o njegovom grobu
- Klasik srpske glazbe („Pravoslavlje“, br. 949, 1. listopada 2006.)  Arhivirana inačica izvorne stranice od 6. listopada 2011. (Wayback Machine)
- Mokranjac na myserbia.net[neaktivna poveznica]